# Olympiska vinterspelen för ungdomar 2012
Olympiska spelen för ungdomar 2012 var de första olympiska vinterspelen för ungdomar och arrangerades i Innsbruck mellan 13 och 22 januari 2012. Drygt 1 000 deltagare från 70 länder deltog. Innsbruck tilldelades spelen den 12 december 2008 efter en brevomröstning av 105 ledamöter i internationella olympiska kommittén. Innsbruck blev den första staden att arrangera tre olympiska spel, då de tidigare har hållit i vinterspelen 1964 och 1976.

## Ansökningar

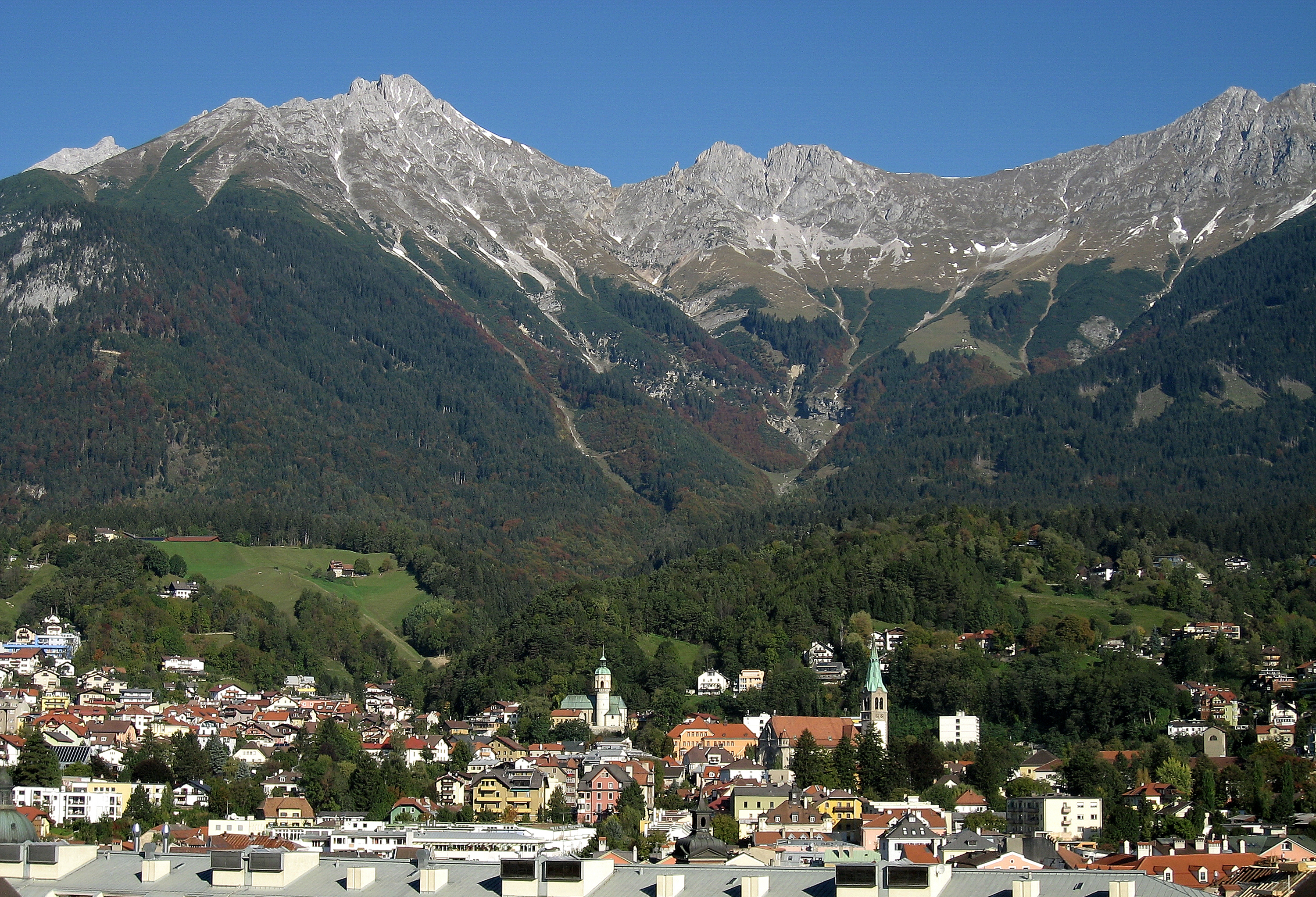
Innsbruck

IOK valde att godkänna alla fyra ansökningar som hade lämnats in i augusti 2008. Pernilla Wiberg var ordförande för kommissionen som valde ut städerna. Harbin och Lillehammer valdes bort i november 2008, vilket lämnade Innsbruck och Kuopio som de enda kandidaterna. Den 12 december presenterades resultatet av omröstningen som Innsbruck vann, med 84 röster mot Kuopios 15, och tilldelades spelen.

### Maskot
Maskoten för spelen var en alpin gems som heter Yogi och bor i bergen kring de olympiska anläggningarna. Namnet kommer från det i Tyrolen vanliga smeknamnet Joggl. Namnet kopplar även till den engelska förkortningen för olympiska spelen för ungdomar, YOG (Youth Olympic Games).

## Anläggningar
Alla arenor som användes under spelen var redan byggda, förutom OS-byn, när Innsbruck tilldelades spelen. Byggandet av OS-byn kommer kosta drygt 121 miljoner USD. Arenorna finns främst i två zoner, Innsbruck och Seefeld. Samtliga anläggningar är befintliga förutom curlingarenan och skidskyttestadion som kommer rivas efter spelen.
- Bergiselschanze – Invigningsceremoni
- Olympic Sliding Centre Innsbruck – Bob, rodel, skeleton
- Kühtai – Freestyle (ski cross), snowboard (slopestyle)
- Innsbruck Exhibition Centre – Curling
- Nordkette Innsbruck – Freestyle (halfpipe), snowboard (halfpipe)
- Patscherkofel – Alpin skidåkning
- OlympiaWorld Innsbruck – Ishockey, short track, konståkning
- Eisschnellaufbahn – hastighetsåkning på skridskor
- Seefeld Arena
  - Biathlon Course – Skidskytte (tillfällig arena)
  - Cross-Country World Cup Course – Längdskidåkning
  - Gschwandtkopf Cross Course – Ski/Snowboard cross
  - Olympic Ski Jump Normal Hill – Nordisk kombination, backhoppning

### Facklan
Facklans resa presenterades 9 oktober 2011 och inkluderade 65 orter på 18 dagar och 2012 deltagare. Facklan tändes 17 december 2011 i Aten, Grekland av stafettens första deltagare Carlos Pecharromán från Spanien och stafetten inleddes i Innsbruck den 27 december 2011 och avslutades då elden tändes vid invigningen av spelen. Detta var första gången som den olympiska elden färdades genom samma stad för tredje gången.
Schema för facklans resa: 

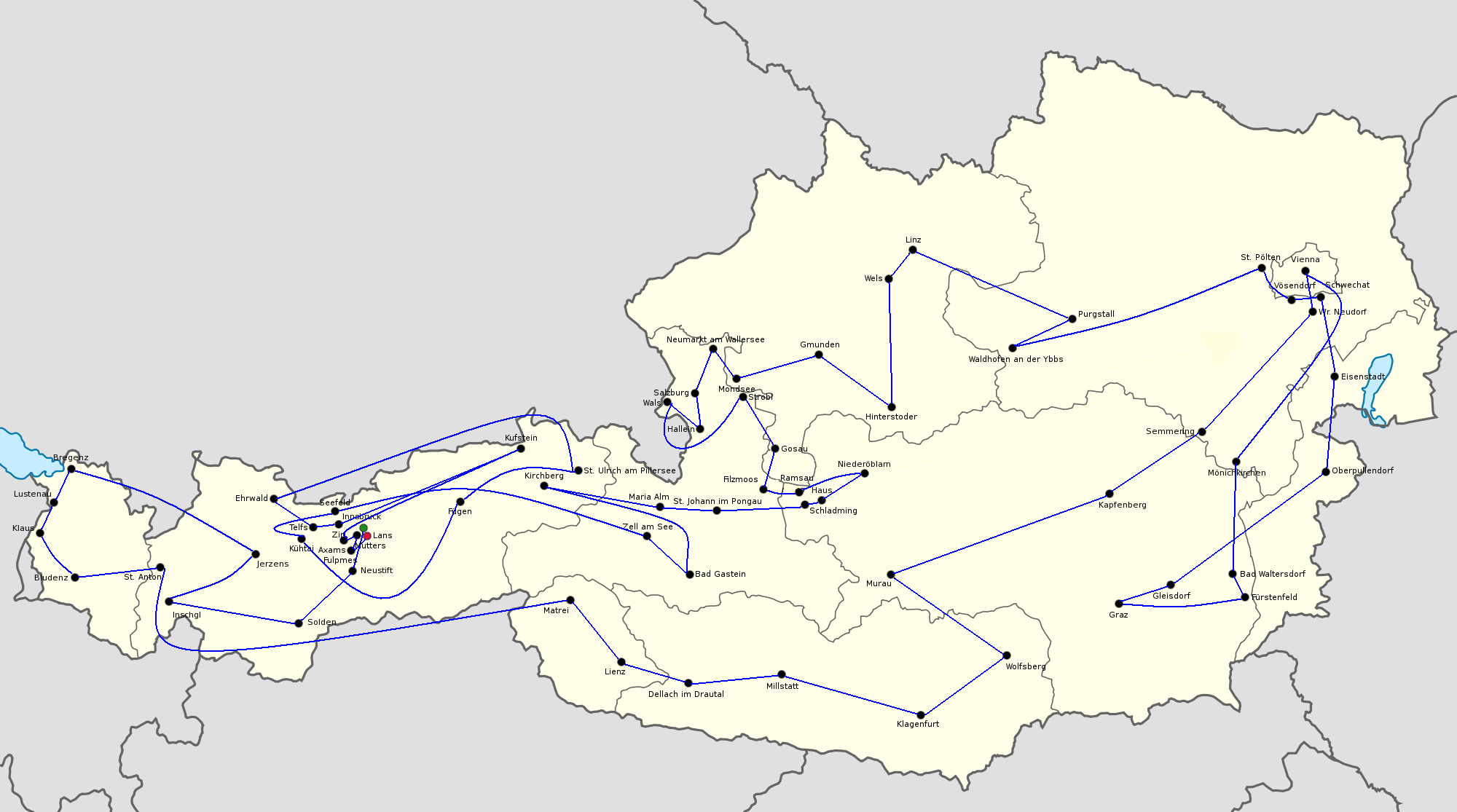
Karta över facklans resa

- 27 december: Innsbruck, Neustift im Stubaital, Sölden, Ischgl
- 28 december: Jerzens, Bregenz, Lustenau, Klaus, Bludenz
- 29 december: Sankt Anton am Arlberg, Matrei, Lienz, Dellach im Drautal
- 30 december: Millstatt, Klagenfurt, Wolfsberg, Murau
- 31 december: Kapfenberg, Semmering, Wiener Neudorf
- 1 januari: Wien, Mönichkirchen
- 2 januari: Bad Waltersdorf, Fürstenfeld
- 3 januari: Graz, Gleisdorf, Oberpullendorf
- 4 januari: Eisenstadt, Schwechat, Vösendorf, Sankt Pölten
- 5 januari: Waidhofen an der Ybbs, Purgstall, Linz, Wels
- 6 januari: Hinterstoder, Gmunden, Mondsee, Neumarkt am Wallersee, Salzburg, Hallein
- 7 januari: Wals, Strobl, Gosau, Filzmoos
- 8 januari: Ramsau, Niederöblarn, Haus
- 9 januari: Schladming, Sankt Johann im Pongau, Maria Alm
- 10 januari: Kirchberg, Bad Gastein, Zell am See
- 11 januari: Seefeld, Kühtai, Fugen
- 12 januari: Sankt Ulrich am Pillersee, Ehrwald, Telfs, Zirl
- 13 januari: Kufstein, Axams, Mutters, Fulpmes, Lans

## Deltagande nationer
Enbart ungdomar mellan 14 och 19 år fick delta i spelen. Olikt olympiska spelen förväntades ungdomarna att stanna i staden under hela spelen och delta i olika aktiviteter. Kvalificeringen för de olika grenarna beslutades av de nationella olympiska kommittéerna och de internationella idrottsförbunden.
| - Andorra - Argentina - Armenien - Australien - Belgien - Bosnien och Hercegovina - Brasilien - Bulgarien - Caymanöarna - Chile - Cypern - Danmark - Eritrea - Estland - Filippinerna - Finland - Frankrike - Georgien - Grekland - Indien - Iran - Irland - Island - Italien | - Japan - Kanada - Kazakstan - Kina - Kirgizistan - Kroatien - Lettland - Libanon - Liechtenstein - Litauen - Luxemburg - Makedonien - Marocko - Mexiko - Moldavien - Monaco - Mongoliet - Montenegro - Nederländerna - Nepal - Norge - Nya Zeeland - Peru - Polen | - Rumänien - Ryssland - San Marino - Schweiz - Serbien - Slovakien - Slovenien - Spanien - Storbritannien - Sverige - Sydafrika - Sydkorea - Kinesiska Taipei - Tjeckien - Turkiet - Tyskland - Ukraina - Ungern - USA - Uzbekistan - Belarus - Österrike |

## Sporter
Spelen innehöll 63 grenar fördelade på 15 sporter.
| - Alpin skidåkning - Backhoppning - Bob - Curling - Freestyle - Hastighetsåkning på skridskor - Ishockey - Konståkning |  | - Längdskidåkning - Nordisk kombination - Rodel - Short track - Skeleton - Skidskytte - Snowboard |

## Kalender
Kalender över tävlingarna och ceremonierna under spelen.
| I | Invigning | ● | Tävling | 1 | Grenfinal | UG | Uppvisningsgala | A | Avslutning |

| Januari             | 13 Fre | 14 Lör | 15 Sön | 16 Mon | 17 Tis | 18 Ons | 19 Tor | 20 Fre | 21 Lör | 22 Sön | Totalt |
| ------------------- | ------ | ------ | ------ | ------ | ------ | ------ | ------ | ------ | ------ | ------ | ------ |
| Ceremonier          | I      |        |        |        |        |        |        |        |        | A      |        |
| Alpin skidåkning    |        | 2      | 2      |        | 1      | 1      | 1      | 1      | 1      |        | 9      |
| Backhoppning        |        | 2      |        |        |        |        |        | 1      |        |        | 3      |
| Bob                 |        |        |        |        |        |        |        |        |        | 2      | 2      |
| Curling             |        | ●      | ●      | ●      | ●      | 1      |        | ●      | ●      | 1      | 2      |
| Freestyle           |        | ●      | 2      |        |        |        | ●      | 2      |        |        | 4      |
| Skridskor           |        | 2      |        | 2      |        | 2      |        | 2      |        |        | 8      |
| Ishockey            | ●      | ●      | ●      | ●      | ●      | ●      | 2      | ●      | ●      | 2      | 4      |
| Konståkning         |        | ●      | ●      | 2      | 2      |        |        |        | 1      | UG     | 5      |
| Längdskidåkning     |        |        |        |        | 2      |        | 2      |        | 1      |        | 5      |
| Nordisk kombination |        |        | 1      |        |        |        |        |        |        |        | 1      |
| Rodel               |        |        | 1      | 2      | 1      |        |        |        |        |        | 4      |
| Short track         |        |        |        |        |        | 2      | 2      |        | 1      |        | 5      |
| Skeleton            |        |        |        |        |        |        |        |        | 2      |        | 2      |
| Skidskytte          |        |        | 2      | 2      |        |        | 1      |        |        |        | 5      |
| Snowboard           |        | ●      | 2      |        |        |        | ●      | 2      |        |        | 4      |
| Antal               |        | 6      | 10     | 8      | 6      | 6      | 8      | 8      | 6      | 5      | 63     |
| Totalt antal        |        | 6      | 16     | 24     | 30     | 36     | 44     | 52     | 58     | 63     |        |
| Januari             | 13 Fre | 14 Lör | 15 Sön | 16 Mon | 17 Tis | 18 Ons | 19 Tor | 20 Fre | 21 Lör | 22 Sön | Totalt |

## Medaljligan
| Pl.   | Nation          | Guld | Silver | Brons | Totalt |
| ----- | --------------- | ---- | ------ | ----- | ------ |
| 1     | Tyskland        | 8    | 7      | 2     | 17     |
| 2     | Kina            | 7    | 4      | 4     | 15     |
| 3     | Österrike       | 6    | 4      | 3     | 13     |
| 4     | Sydkorea        | 6    | 3      | 2     | 11     |
| 5     | Ryssland        | 5    | 4      | 7     | 16     |
| 6     | Nederländerna   | 4    | 1      | 2     | 7      |
| —     | Kombinationslag | 3    | 3      | 3     | 9      |
| 7     | Schweiz         | 3    | 0      | 5     | 8      |
| 8     | Japan           | 2    | 5      | 9     | 16     |
| 9     | Norge           | 2    | 5      | 2     | 9      |
| 10    | USA             | 2    | 3      | 3     | 8      |
| 11    | Frankrike       | 2    | 2      | 5     | 9      |
| 12    | Italien         | 2    | 2      | 1     | 5      |
| 13    | Finland         | 2    | 2      | 0     | 4      |
| 13    | Sverige         | 2    | 2      | 0     | 4      |
| 15    | Kanada          | 2    | 1      | 6     | 9      |
| 16    | Slovenien       | 1    | 4      | 2     | 7      |
| 17    | Lettland        | 1    | 1      | 1     | 3      |
| 18    | Tjeckien        | 1    | 1      | 0     | 2      |
| 19    | Marocko         | 1    | 0      | 0     | 1      |
| 19    | Slovakien       | 1    | 0      | 0     | 1      |
| 21    | Estland         | 0    | 2      | 0     | 2      |
| 21    | Ungern          | 0    | 2      | 0     | 2      |
| 23    | Kazakstan       | 0    | 1      | 2     | 3      |
| 24    | Belgien         | 0    | 1      | 0     | 1      |
| 24    | Belarus         | 0    | 1      | 0     | 1      |
| 24    | Storbritannien  | 0    | 1      | 0     | 1      |
| 24    | Ukraina         | 0    | 1      | 0     | 1      |
| 28    | Australien      | 0    | 0      | 2     | 2      |
| 29    | Andorra         | 0    | 0      | 1     | 1      |
| 29    | Monaco          | 0    | 0      | 1     | 1      |
| Total | Total           | 63   | 63     | 63    | 189    |